# 中華民國—摩爾多瓦關係
中華民國與摩爾多瓦共和國無正式外交關係，目前也沒有在對方首都互設具大使館功能的代表機構。對摩爾多瓦的相關事務由臺北莫斯科經濟文化協調委員會駐莫斯科代表處兼轄。

## 政治

### 外交

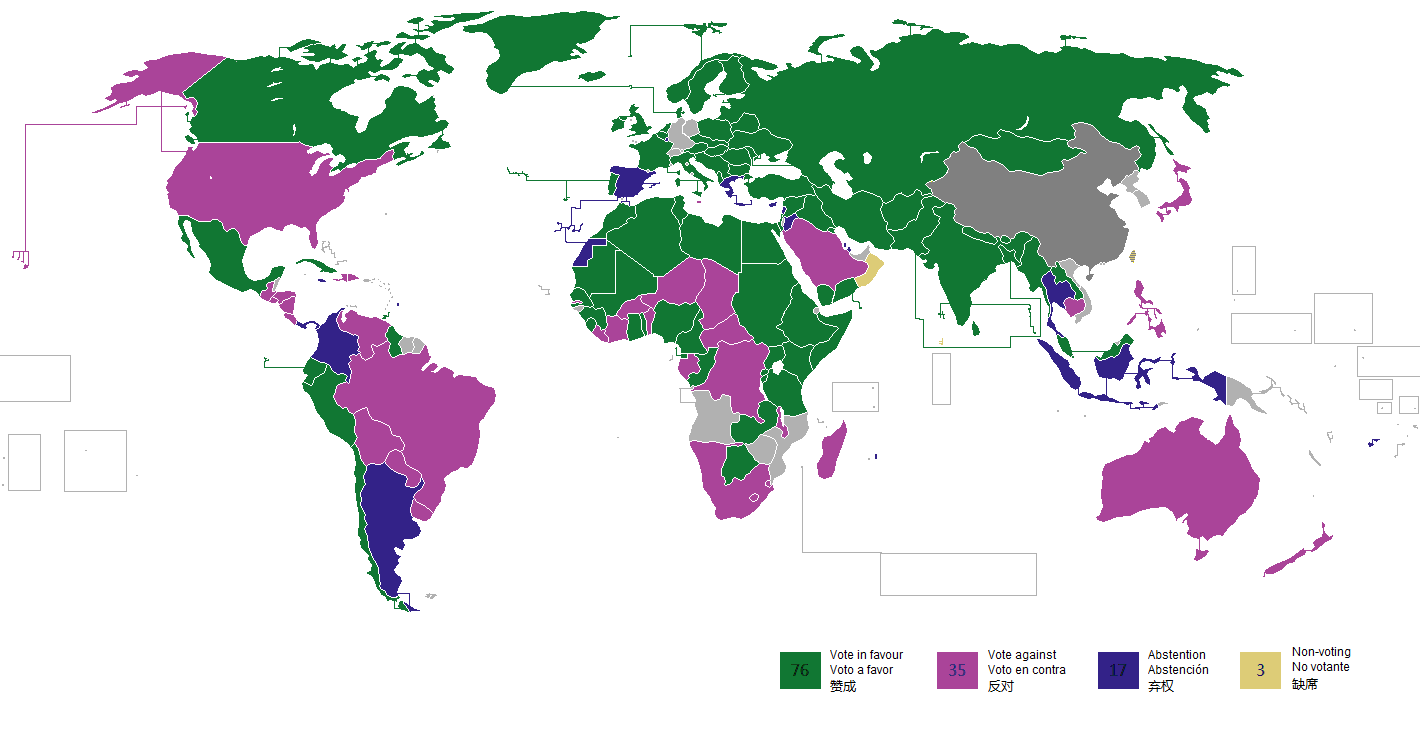
綠色國家表示在1971年的投票中反對中華民國續留聯合國，即《聯合國大會2758號決議》，摩爾多瓦當時是蘇聯的加盟共和國（摩爾達維亞蘇維埃社會主義共和國），由蘇聯作為主權國家參與投票。

2001年，摩爾多瓦正教會主教肯塔列努抵台參加世界宗教博物館開幕活動。
2008年1月，世界衛生組織執行委員會在瑞士日內瓦舉行。中華民國的邦交國提出「要求世界衛生組織與尚未獲納入國際衛生條例2005之國家、地區及領土就國際衛生條例2005之執行建立直接溝通與聯繫」提案，中華人民共和國則另提出修正案，並以25國贊成、3國反對、5國棄權、1國（摩爾多瓦）缺席通過，中華民國的邦交國所提議案則不交付表決。

## 經濟

### 貿易
| 年分 | 貿易總額   | 貿易總額 | 貿易總額 | 出口至摩爾多瓦 | 出口至摩爾多瓦 | 出口至摩爾多瓦 | 自摩爾多瓦進口 | 自摩爾多瓦進口 | 自摩爾多瓦進口 | 順逆差  |
| 年分 | 金額       | 年增減   | 排名     | 金額           | 年增減         | 排名           | 金額           | 年增減         | 排名           | 順逆差  |
| ---- | ---------- | -------- | -------- | -------------- | -------------- | -------------- | -------------- | -------------- | -------------- | ------- |
| 2017 | 8,784,513  | ▼18.4%   | 152      | 3,853,855      | ▲3.8%          | 146            | 4,930,658      | ▼30.1%         | 123            | 逆差▼   |
| 2018 | 14,531,489 | ▲65.4%   | 136      | 8,276,319      | ▲114.8%        | 128            | 6,255,170      | ▲26.9%         | 120            | 順差 -- |
| 2019 | 21,240,930 | ▲46.2%   | 129      | 12,286,804     | ▲48.5%         | 119            | 8,954,126      | ▲43.1%         | 111            | 順差▲   |
| 2020 | 8,881,078  | ▼58.2%   | 145      | 4,794,239      | ▼61.0%         | 144            | 4,086,839      | ▼54.4%         | 127            | 順差▼   |
| 2021 | 10,378,268 | ▲16.9%   | 148      | 5,779,984      | ▲20.6%         | 146            | 4,598,284      | ▲12.5%         | 126            | 順差▲   |
| 2022 | 8,896,131  | ▼14.3%   | 147      | 4,700,490      | ▼18.7%         | 154            | 4,195,641      | ▼8.8%          | 126            | 順差▼   |
| 2023 | 8,817,244  | ▼0.9%    | 147      | 3,052,559      | ▼35.1%         | 162            | 5,764,685      | ▲37.4%         | 120            | 逆差 -- |
| 2024 | 10,769,940 | ▲22.1%   | 143      | 4,103,958      | ▲34.4%         | 152            | 6,665,982      | ▲15.6%         | 119            | 逆差▼   |

2023年的兩國貿易項目如下：
出口至摩爾多瓦的前10大項目為：碟片、磁带、固態非揮發性儲存裝置、智慧卡與其他錄音或錄製之媒體；特定用途機器之零件與附件；電話機（包括智能手机），以及其他傳輸或接收聲音、圖像之有線或无线网络通訊器具；自動資料處理機、磁性或光學閱讀機；診斷或實驗用有底襯之試劑或配製試劑，以及檢定參照物；水，包括礦泉水與汽水（碳酸水），含糖或其他甜味料或香料與其他未含酒精飲料；電路開關、保護電路或連接電路用之電氣用具、光纖、光纖束、光纤电缆或光纖傳輸纜用之連接器；錄放影器具；特殊物品，含出口未超過5萬新臺幣之小額報單與其他零星物品；理化分析用儀器與器具、計量或檢查粘性、多孔性、膨脹性、表面张力與類似性能之儀器與器具，計量或檢查熱量、音量或光之儀器與器具、理化分析用切片機等。
自摩爾多瓦進口的前10大項目為：女用或女童用服飾；男用或男童用服飾；箱盒袋類容器；針織或鉤針織套頭衫、無領開襟上衣、外穿式背心與類似品；特定織物所製之衣服；鮮葡萄酒、葡萄醪；小麦或雜麥；集成电路；針織或鉤針織T恤、汗衫與其他；競賽裝、滑雪服與泳衣等。

### 投資
截至2023年6月，兩國無相互直接投資紀錄。

## 簽證

持中華民國護照的中華民國國民簽證要求分布圖：入境摩爾多瓦需要簽證。

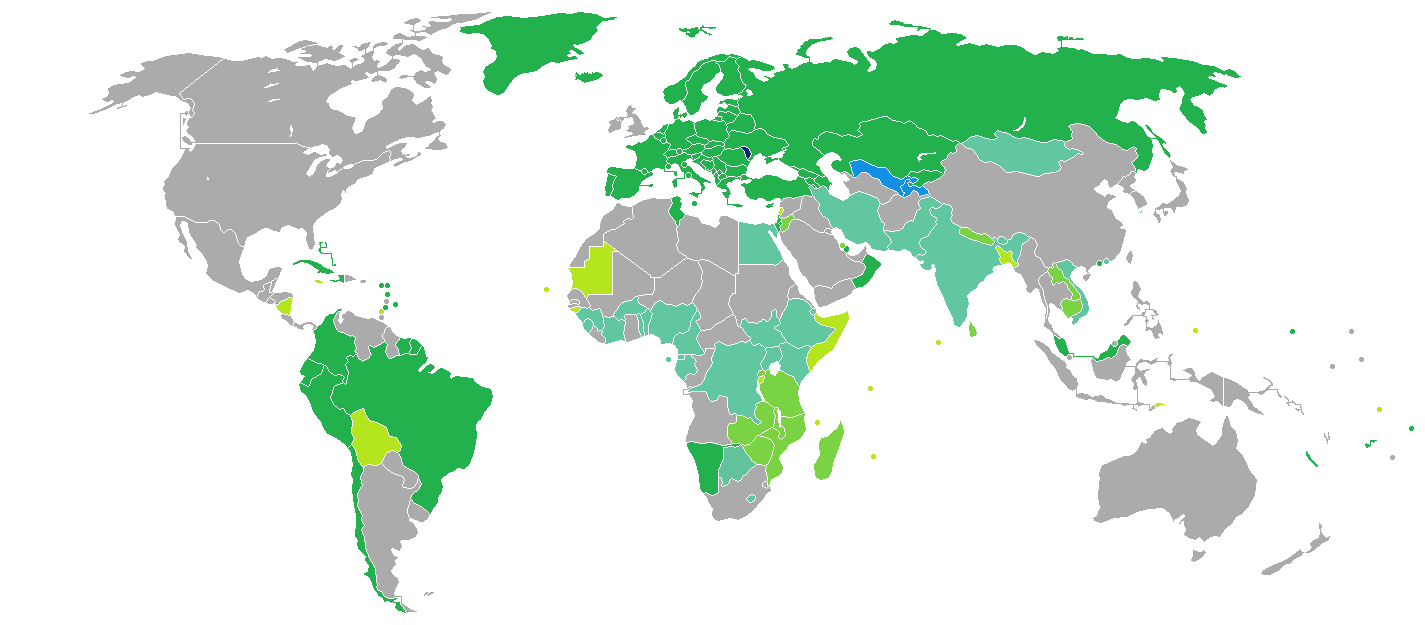
持摩爾多瓦護照的摩爾多瓦國民簽證要求分布圖：入境中華民國需要簽證。

兩國國民皆須申請簽證方可入境對方國家。持有中華民國護照與摩爾多瓦移民及難民局所核發邀請函的中華民國國民可依目的辦理簽證，但摩爾多瓦政府對中華民國政府並非友善，取得該國簽證具相當難度，中華民國外交部也建議避免在該國轉機。持有中华民国护照入境實質上獨立的聶斯特河沿岸摩爾達維亞共和國亦需办理签证。
持有摩爾多瓦護照的摩爾多瓦國民抵台參加由中央政府機關主辦、協辦或贊助之國際會議、運動賽事、商展或其他活動，可以電子簽證入境中華民國，停留最多30天並不得延期。

## 交通

### 航空

#### 客運
兩國無直航班機，可經由（不計航點遠近，截至2023年7月10日）：
- 臺北→杜拜（2023年11月1日起復航摩爾多瓦）、伊斯坦堡、倫敦（2023年11月1日起開航摩爾多瓦）、巴黎、羅馬、米蘭、慕尼黑、法蘭克福、阿姆斯特丹、維也納，再轉機前往摩爾多瓦的奇西瑙國際機場。

## 外部連結
- 中華民國外交部－摩爾多瓦共和國簡介 （页面存档备份，存于）
- 台北莫斯科經濟文化協調委員會駐莫斯科代表處
- 外交部領事事務局－國外旅遊警示分級表
- 中華民國衛生福利部－國際旅遊疫情建議等級
- 中華民國國際經濟合作協會 （页面存档备份，存于）